# Јов Василијевић
Јов Василијевић (Кијев, крај 17. века – друга половина 18. века) био је српски сликар, иконописац и живописац руског порекла. Имао је пресудну улогу у настанку српског барокног сликарства.

## Биографија
Јов Василијевић је сликарство вероватно учио у Кијевско-печерској лаври 30-их година XVIII века. У Карловачку митрополију стигао је око 1740. вероватно залагањем Дионисија Новаковића и на позив бачког епископа Висариона Павловића. Један од првих познатих података о Василијевићу везује се за Духовно училиште у Петроварадинском шанцу чији је префект био Дионисије Новаковић. Реч је о уговору школске конгрегације, који је склопљен са сликаром Василијевићем 2. XII 1742. о сликању једне несачуване двостране иконе.
Изгледа да је Василијевић дошао у додир са патријархом Арсенијем IV, за којег је 30. V 1742. насликао икону Вазнесења Христовог. О томе говори и патријархов циркулар од 5. VII 1743. којим су позвани сви који имају дара за сликање да дођу на обуку „искусном иконописцу Јову и да се код њега науче најбољем сликарству". Патријархов позив је прихватило више српских ранобарокних сликара, међу којима је био и Василије Остојић. Арсеније IV у циркуларном писму такође наводи да је Василијевић у то време био у Карловцима и сликао портрете у Патријаршијском двору. Патријарх га је запослио да сликама опреми дворску салу у којој је у пролеће 1744. одржан црквено-народни сабор. Једна од њих био је портрет Арсенија III Чарнојевића на којем се Василијевћ потписао, док је друга била алегоријска представа цара Душана на коњу.
Осим портрета, Василијевић је сликао иконе и фреске. У манастиру Бођани 1742. насликао је иконе Исуса Христа (на архијерејском трону) и Богородице са Христом (на Богородичином трону), а 1745–1746. и престоне иконе (Ваведење, Богородица са Христом, Исус Христос, Јован Претеча) на иконостасу.
У Крушедолу је 1745. престоне иконе (Благовести са светим Симеоном, Савом и Максимом, Богородица са Христом, Исус Христос, Јован Претеча) сликао по поруџбини Хаџи Исаије Грабовчанина, а 1750. и 1752. је са сарадницима живописао црквену припрату и олтарски простор чији су ктитори били новосадски житељ Рацко Јовановић и темишварски епископ Георгије Поповић. За Алмашку цркву у Новом Саду око 1750. насликао икону Богородице с Христом и арханђелима (данас се налази у Галерији Матице Српске).